# Nowy Testament (serial animowany)
Opowieści Biblijne / Stary Testament / Nowy Testament / Opowieści z Nowego Testamentu (ang. The Animated Stories from The Bible / The Animated Stories from the Old Testament / The Animated Stories from the New Testament) – amerykański serial animowany opowiadający historie zawarte w Starym i Nowym Testamencie. Serial nadawany był z pierwszą wersją dubbingową od HAGI Film Wrocław w TVP1 w godzinach porannych, który miał swoją premierę 8 września 2007 roku.

## Wersja polska

### Pierwsza wersja
Wersja polska: Hagi Film i Video

Reżyseria: Igor Kujawski

Dialogi: Kaja Sikorska

Produkcja:
- Robert Maniak,
- Piotr Skotnicki

Realizacja:
- Robert Maniak,
- Jacek Kaźmierczak

Tłumaczenie i teksty piosenek: Ewa Aurelia Miendlarzewska

Cytaty z Pisma Świętego według Biblii Tysiąclecia, wydanie piąte

Producent nagrań muzycznych: Grzegorz Czachor

Wystąpili:
- Adam Cywka –
  - Józef,
  - Józef z Nazaretu,
  - Jezus
- Aldona Struzik
- Andrzej Mrozek –
  - Jakub,
  - Symeon,
  - kapłan,
  - Zachariasz,
  - król w przypowieści o nielitościwym słudze
- Andrzej Olejnik –
  - Bóg,
  - Ruben, brat Józefa,
  - Archanioł Gabriel
- Andrzej Wilk
- Anna Kramarczyk
- Bogdan Grzeszczak
- Bogna Woźniak
- Edyta Skarżyńska –
  - Orpa,
  - młody Jezus,
  - Herodiada,
  - Orfa, matka Dawida
- Elżbieta Golińska
- Grzegorz Wojdon –
  - młody pasterz,
  - chłopiec,
  - kapłan, szpieg Kajfasza,
  - Dawid, chłopiec uzdrowiony przez Jezusa,
  - Aaron
- Jadwiga Skupnik
- Jan Blecki
- Konrad Imiela –
  - Juda, pan młody w przypowieści o 10 pannach,
  - Ezra w przypowieści o miłosiernym Samarytaninie,
  - jeden z apostołów,
  - Micheasz w przypowieści o nielitościwym słudze
- Krzysztof Grębski –
  - sługa Faraona,
  - Jakub, kuzyn Booza,
  - stary pasterz,
  - Admiel,
  - Kajfasz,
  - Jair
- Marian Czerski
- Michał Chorosiński –
  - jeden z ludzi Booza,
  - Samarytanin w przypowieści o miłosiernym Samarytaninie,
  - jeden z apostołów
- Miłogost Reczek –
  - Faraon,
  - Booz, kuzyn Elimeleka,
  - anioł ukazujący się Heliemu,
  - jeden z Trzech Królów,
  - Jan Chrzciciel,
  - Zobar,
  - Jeremiasz,
  - kapłan w przypowieści o miłosiernym Samarytaninie
- Monika Szalaty
- Tomasz Lulek –
  - sługa Józefa,
  - jeden z synów Heliego,
  - pasterz
- Tomasz Orlicz – narrator
- Wiesław Cichy
- Wojciech Ziemiański –
  - jeden z mędrców u Faraona,
  - Lewi, brat Józefa,
  - mężczyzna na aukcji dobytku Rut,
  - gospodarz oberży,
  - krewny Zachariasza i Elżbiety,
  - Hirum, ojciec Dawida,
  - posłaniec Judy w przypowieści o 10 pannach,
  - lewita rozmawiający z Jerszuą w przypowieści o miłosiernym Samarytaninie,
  - Hezor w przypowieści o nielitościwym słudze
- Zygmunt Bielawski

i inni
Piosenki śpiewali: Małgorzata Kogut, Marcin Wawrzynowicz.

### Druga wersja

#### Opowieści biblijne – Stary Testament
Wersja polska: Studio Eurocom, Warszawa 2011 – na zlecenie Wydawnictwa Promyczek

Reżyseria: Krzysztof Radecki

Dialogi: Ada Konowalska-Kuźniar

Montaż i dźwięk: Sławomir Karolak

Kierownictwo produkcji: Katarzyna Fertacz

Konsultacje biblijne: Ks. dr hab. Michał Bednarz

Koordynacja projektu: Ks. Andrzej Mulka

Tekst piosenki: Ewa Aurelia Miendlarzewska

Wykonawcy piosenek:
- Marcin Wawrzynowicz (odc. 1, 3, 4, 5, 7, 9, 10, 11),
- Małgorzata Kogut (odc. 2, 3, 6, 7, 8, 9, 12)

Wystąpili:
- Marek Barbasiewicz –
  - narrator,
  - strażnik więzienia (odc. 11)
- Marek Bocianiak –
  - Bóg (odc. 1-2, 4-5, 7, 10, 12),
  - jeden z braci Józefa (odc. 3),
  - doradca króla Baltazara (odc. 5),
  - Aaron (odc. 7),
  - Booz (odc. 9),
  - jeden z Filistynów (odc. 10),
  - sługa Potifara (odc. 11),
  - piekarz (odc. 11)
- Jan Rotowski –
  - Izaak (odc. 1),
  - nastoletni Meszak (odc. 5),
  - syn ubogiej wdowy #2 (odc. 8),
  - jeden z synów Noemi i Elimeleka (odc. 9)
- Andrzej Jakub Chudy –
  - Abraham (odc. 1),
  - kapitan straży (odc. 4)
- Anna Gajewska –
  - Hagar (odc. 1),
  - uboga wdowa (odc. 4),
  - Córka Faraona (odc. 7),
  - Rut (odc. 9),
  - żona Potifara (odc. 11)
- Ewa Serwa –
  - Sara (odc. 1),
  - Zeresh, żona Hamana (odc. 6),
  - niania (odc. 7),
  - Joanna (odc. 8),
  - Noemi (odc. 9),
  - żona Jessego (odc. 10),
  - żona oberżysty (odc. 12)
- Dariusz Błażejewski –
  - Jamin (odc. 3),
  - Eliasz (odc. 4),
  - Dazim (odc. 6),
  - Hurath (odc. 7),
  - ojciec Elizeusza (odc. 8),
  - Jabesh (odc. 9),
  - Król Saul (odc. 10),
  - mag #2 (odc. 11),
  - prorok Natan (odc. 12)
- Stefan Knothe –
  - Heli (Eli) (odc. 2),
  - Faraon (odc. 3),
  - Caleb (odc. 4),
  - Daniel (jako staruszek) (odc. 5),
  - Eliasz (odc. 8),
  - prorok Samuel (odc. 10),
  - mag #1 (odc. 11),
  - starzec (odc. 12)
- Michał Konarski –
  - jeden z braci Józefa (odc. 3),
  - król Dariusz (odc. 5),
  - Haman (odc. 6),
  - Mojżesz (odc. 7),
  - Daniel (odc. 9),
  - Potifar (odc. 11)
- Cezary Nowak –
  - prorok Baala #4 (odc. 4),
  - król Baltazar (odc. 5),
  - wierzyciel ubogiej wdowy (odc. 8),
  - faraon (odc. 11),
  - Joab (odc. 12)
- Paweł Szczesny –
  - Boży Posłaniec (odc. 2),
  - prorok Baala #2 (odc. 4),
  - król Nabuchodonozor (odc. 5),
  - Mardocheusz (odc. 6),
  - Egipcjanin z biczem (odc. 7),
  - Jesse (odc. 10),
  - sługa faraona (odc. 11),
  - oberżysta (odc. 12)
- Rafał Walentowicz
- Leszek Zduń –
  - dorosły Samuel (odc. 2),
  - Józef (odc. 3, 11),
  - dorosły Daniel (odc. 5),
  - Dawid (odc. 10),
  - dorosły Salmon (odc. 12)
- Andrzej Blumenfeld –
  - Jakub (odc. 3),
  - Achab (odc. 4),
  - Xerxes (odc. 6),
  - Faraon (odc. 7),
  - Goliat (odc. 10)
- Cezary Kwieciński –
  - Chofni (odc. 2),
  - jeden z braci Józefa (odc. 3),
  - prorok Baala #1 (odc. 4),
  - Amram (odc. 7),
  - Elizeusz (odc. 8),
  - Elimelek (odc. 9),
  - jeden z Filistynów (odc. 10),
  - mędrzec (odc. 11),
  - Adoniasz (odc. 12)
- Józef Mika –
  - Pinchas (Fineasz) (odc. 2),
  - jeden z braci Józefa (odc. 3),
  - Naaman (odc. 8),
  - licytator (odc. 9),
  - Jonathan (odc. 10)
- Krzysztof Zakrzewski –
  - jeden z braci Józefa (odc. 3),
  - prorok Baala #3 (odc. 4),
  - kucharz (odc. 6),
  - Gideon (odc. 8),
  - Joshua (odc. 9),
  - Król Filistynów (odc. 10),
  - Król Dawid (odc. 12)
- Beniamin Lewandowski –
  - Samuel (jako chłopiec) (odc. 2),
  - syn ubogiej wdowy (odc. 4),
  - nastoletni Daniel (odc. 5),
  - Micheasz (odc. 8),
  - Salomon (jako dziecko) (odc. 12)
- Bożena Furczyk –
  - Jezebel (odc. 4),
  - Miriam (odc. 7),
  - mała Izraelitka (odc. 8),
  - żona Naamana (odc. 8)
- Beata Łuczak –
  - królowa (odc. 5),
  - uboga wdowa (odc. 8),
  - żona Asy (odc. 12)
- Jacek Wolszczak –
  - prorok Baala #5 (odc. 4),
  - Gehazi (odc. 8)
- Marta Gajko – Estera (odc. 4)

W pozostałych rolach:
- Jan Piotrowski –
  - Izmael (odc. 1),
  - nastoletni Szadrak (odc. 5),
  - syn ubogiej wdowy #1 (odc. 8)
- Jerzy Mazur –
  - ogrodnik (odc. 4),
  - sługa Naamana (odc. 8)

oraz:
- Ignacy Furczyk

i inni
Lektor tytułu i tyłówki: Ireneusz Machnicki

Lektor tytułu odcinka: Marek Barbasiewicz

#### Opowieści z Nowego Testamentu

##### Telewizja Polska
Wersja polska: Telewizyjne Studia Dźwięku 

Reżyseria: Andrzej Bogusz

Dialogi: Elżbieta Kowalska

Operator dźwięku: Jerzy Rogowiec

Montaż: Zofia Dmoch

Kierownik produkcji:
- Dorota Filipek-Załęska (odc. 1, 7),
- Ewa Borek (odc. 2, 5)

Konsultacja: Ks. Piotr Kasiłowski (odc. 1, 5, 7)

Wystąpili:
- Krzysztof Kolberger – Jezus
- Jerzy Zelnik – Jan Chrzciciel (odc. 1)
- Grzegorz Wons – Kajfasz (odc. 1)
- Ryszard Nawrocki – Zachariasz (odc. 1)
- Barbara Bursztynowicz –
  - Maria (odc. 1),
  - jedna z nierozsądnych panien (odc. 7)
- Marzena Trybała
- Ryszard Olesiński – Jeremiasz (odc. 7)
- Andrzej Ferenc –
  - Archanioł Gabriel (odc. 1-2),
  - narrator
- Dorota Nowakowska – Maria (odc. 2)
- Piotr Bąk – Józef (odc. 2)
- Jacek Jarosz – Herod (odc. 2)
- Lech Ordon – gospodarz #2 (odc. 2)
- Zofia Gładyszewska – Anna (odc. 2)
- Krzysztof Strużycki – Gadmiel (odc. 2)
- Aleksander Gawroński – Symeon (odc. 2)
- Rafał Walentowicz
- Jerzy Mazur – Mędrzec ze Wschodu #2 (odc. 2)
- Stanisław Brudny –
  - Mędrzec ze Wschodu #3 (odc. 2),
  - Jair (odc. 5)
- Józef Mika – Pastuszek (odc. 2)
- Waldemar Andrykowski
- Henryk Łapiński – Jeden z pasterzy (odc. 2)
- Filip Borowski
- Janusz Bukowski – narrator (odc. 2)
- Teresa Lipowska – jedna z nierozsądnych panien (odc. 7)
- Iwona Rulewicz – Sara (odc. 7)
- Jan Kulczycki
- Włodzimierz Bednarski –
  - Herod (odc. 1),
  - Pan na polu (odc. 7),
  - nawoływacz (odc. 7)

W pozostałych rolach:
- Jacek Bursztynowicz – Andrzej (odc. 1)
- Andrzej Bogusz –
  - gospodarz #1 (odc. 2),
  - Bóg (odc. 2)
- Andrzej Arciszewski
- Mariusz Leszczyński
- Jacek Wolszczak
- Małgorzata Boratyńska – Sara (odc. 5)
- Katarzyna Tatarak – Dawid (odc. 5)
- Maria Szadkowska
- Artur Kaczmarski – Hiram (odc. 5)
- Krzysztof Ibisz

i inni
Teksty piosenek: Ryszard Skalski

Opracowanie muzyczne:
- Marcin Głuch (odc. 1, 7),
- Wojciech Głuch (odc. 2, 5)

Śpiewali:
- Paweł Szczesny (odc. 1),
- Marta Dobosz (odc. 2, 5),
- Józef Mika (odc. 7)

Lektor:
- Andrzej Bogusz (odc. 1, 5, 7),
- Janusz Szydłowski (odc. 2)

##### Wydawnictwo Promyczek
Wersja polska: Studio Eurocom, Warszawa 2011 – na zlecenie Wydawnictwa Promyczek

Reżyseria: Krzysztof Radecki

Dialogi: Ada Konowalska-Kuźniar

Montaż i dźwięk: Sławomir Karolak

Kierownictwo produkcji: Katarzyna Fertacz

Konsultacje biblijne: Ks. dr hab. Michał Bednarz

Koordynacja projektu: Ks. Andrzej Mulka

Teksty piosenek: Justyna Holm

Kierownictwo muzyczne i realizacja piosenek: Mieszko Mahboob

Śpiewali: Katarzyna Łaska i Marcin Mroziński (odc. 4, 6)

Wystąpili:
- Radosław Pazura – Jezus (odc. 4, 6)
- Dariusz Błażejewski –
  - Amos (odc. 4),
  - Izakar (odc. 6)
- Marek Bocianiak –
  - rzymski żołnierz (odc. 4),
  - setnik Flawiusz (odc. 6)
- Andrzej Chudy – Piotr (odc. 6)
- Stefan Knothe
- Michał Konarski – Joel, ojciec Caleba (odc. 6)
- Cezary Kwieciński –
  - Nikodem (odc. 4),
  - Lucjusz (odc. 6)
- Józef Mika – Kleofas (odc. 4)
- Rafał Walentowicz
- Mirosław Wieprzewski –
  - Eber (odc. 4),
  - Ben (odc. 6)
- Leszek Zduń – Tymoteusz (odc. 4)
- Marta Gajko
- Cezary Nowak
- Paweł Szczesny – lekarz (odc. 6)
- Jacek Wolszczak – Caleb (odc. 6)

W pozostałych rolach:
- Tomasz Jarosz

oraz:
- Bożena Furczyk
- Andrzej Gawroński

i inni
Lektor tytułu i tyłówki: Ireneusz Machnicki

Lektor tytułu odcinka: Marek Barbasiewicz

## Spis odcinków
| Nr                               | Polski tytuł               | Angielski tytuł           |
| -------------------------------- | -------------------------- | ------------------------- |
|                                  |                            |                           |
| SERIA PIERWSZA – Stary Testament |                            |                           |
|                                  |                            |                           |
| 01                               | Abraham i Izaak            | Abraham and Isaac         |
|                                  |                            |                           |
| 02                               | Józef w Egipcie            | Joseph in Egypt           |
|                                  |                            |                           |
| 03                               | Józef i Jego Bracia        | Joseph's Reunion          |
|                                  |                            |                           |
| 04                               | Mojżesz                    | Moses                     |
|                                  |                            |                           |
| 05                               | Opowieść o Rut             | Ruth                      |
|                                  |                            |                           |
| 06                               | Samuel - Młody Prorok      | Samuel the Boy Prophet    |
|                                  |                            |                           |
| 07                               | Dawid i Goliat             | David and Goliath         |
|                                  |                            |                           |
| 08                               | Salomon                    | Solomon                   |
|                                  |                            |                           |
| 09                               | Eliasz                     | Elijah                    |
|                                  |                            |                           |
| 10                               | Elizeusz                   | Elisha- Man of God        |
|                                  |                            |                           |
| 11                               | Daniel                     | Daniel                    |
|                                  |                            |                           |
| 12                               | Estera                     | Esther                    |
|                                  |                            |                           |
| SERIA DRUGA – Nowy Testament     |                            |                           |
|                                  |                            |                           |
| 13                               | Narodziny Króla            | The King is Born          |
|                                  |                            |                           |
| 14                               | Jezus, Syn Boży            | Jesus, the Son of God     |
|                                  |                            |                           |
| 15                               | Jan Chrzciciel             | John the Baptist          |
|                                  |                            |                           |
| 16                               | Cuda Jezusa                | The Miracles of Jesus     |
|                                  |                            |                           |
| 17                               | Panie, Ja Wierzę           | Lord, I Believe           |
|                                  |                            |                           |
| 18                               | Chleb z Nieba              | Bread from Heaven         |
|                                  |                            |                           |
| 19                               | Miłosierny Samarytanin     | The Good Samaritan        |
|                                  |                            |                           |
| 20                               | Zagubione Owieczki         | The Lost is Found         |
|                                  |                            |                           |
| 21                               | Wybacz Nam Nasze Winy      | Forgive Us Our Debts      |
|                                  |                            |                           |
| 22                               | Syn Marnotrawny            | The Prodigal Son          |
|                                  |                            |                           |
| 23                               | Skarb w Niebie             | Treasures in Heaven       |
|                                  |                            |                           |
| 24                               | Sędzia Sprawiedliwy        | The Righteous Judge       |
|                                  |                            |                           |
| 25                               | Życie Łazarza              | Lazarus Lives             |
|                                  |                            |                           |
| 26                               | Mesjasz Nadchodzi!         | The Messiah Comes!        |
|                                  |                            |                           |
| 27                               | Królestwo Niebieskie       | The Kingdom of Heaven     |
|                                  |                            |                           |
| 28                               | Znaki Czasu                | Signs of the Times        |
|                                  |                            |                           |
| 29                               | Baranek Boży               | Worthy is the Lamb        |
|                                  |                            |                           |
| 30                               | Zmartwychwstanie Chrystusa | He is Risen               |
|                                  |                            |                           |
| 31                               | Ostatni Będą Pierwszymi    | The Greatest is the Least |
|                                  |                            |                           |
| 32                               | Ojcze Nasz                 | The Lord's Prayer         |
|                                  |                            |                           |
| 33                               | Nawrócenie Pawła           | Saul of Tarsus            |
|                                  |                            |                           |
| 34                               | Misja Świętego Pawła       | The Ministry of Paul      |
|                                  |                            |                           |
| 35                               | Budowa na Skale            | Built Upon the Rock       |
|                                  |                            |                           |
| 36                               | Przypowieści Jezusa        | The Parables of Jesus     |
|                                  |                            |                           |